# Beni Mpanzu
Beni Christophe Mpanzu (15 mei 2004) is een Belgisch voetballer die sinds 2025 onder contract ligt bij Cercle Brugge.

## Clubcarrière

### Diegem Sport
Mpanzu begon zijn jeugdopleiding bij Sporting FC Haren. Hij maakte al gauw de overstap naar Diegem Sport, waar hij in 2015 werd opgepikt door Oud-Heverlee Leuven. Uiteindelijk keerde hij op zijn vijftiende terug naar Diegem Sport. Op 28 november 2021 maakte hij zijn officiële debuut in het eerste elftal van Diegem: in de competitiewedstrijd tegen SK Londerzeel kreeg Mpanzu een basisplaats van trainer Nico Van Nerom, die voor die wedstrijd niet kon rekenen op zijn linksbacks Axel Frix en Ștefan Cojocaru. Na afloop van het seizoen 2021/22, waarin Mpanzu elf competitiewedstrijden in de Tweede afdeling speelde, schoof Diegem Sport de jonge linksback definitief door naar de A-kern.
Door een kruisbandoperatie miste Mpanzu meer dan de helft van het seizoen 2022/23. Pas op 4 februari 2023 kon hij zijn eerste officiële speelminuten van het seizoen 2022/23 vergaren. Op 26 maart 2023 opende Mpanzu zijn doelpuntenrekening voor Diegem Sport: in de competitiewedstrijd tegen KFC Turnhout legde hij als invaller de 2-1-eindscore vast. In het seizoen 2022/23 klokte Mpanzu af op twaalf competitiewedstrijden voor Diegem Sport. In het seizoen 2023/24 pendelde hij tussen basisspeler en invaller, maar speelde hij uiteindelijk mee in 28 van de 34 competitiewedstrijden.

### Lierse SK
In juli 2024 versierde Mpanzu na een geslaagde testperiode, waarin hij scoorde in de oefenwedstrijden tegen KFC Lint en FC Kontich, een eenjarig contract bij tweedeklasser Lierse SK.
 Diegem Sport toonde zich misnoegd met de transfer: de club had aangegeven dat het geen vervanger voor Axel Frix zou halen om vol te kunnen inzetten op Mpanzu, maar kreeg kort voor het einde van het seizoen te horen dat de linksback eenzijdig zijn ontslag had aangeboden.
Op de openingsspeeldag van de Challenger Pro League kreeg Mpanzu meteen een basisplaats tegen Zulte Waregem. Daarin was hij meteen goed voor een assist: het enige doelpunt van de wedstrijd, gescoord door Pietro Perdichizzi, kwam er na een corner van Mpanzu.
Cercle Brugge
Op 3 februari 2025 maakte Mpanzu de overstap van Lierse SK naar Cercle Brugge. Hij speelt zijn wedstrijden bij Jong Cercle, waar hij op 9 februari zijn debuut maakte tijdens een 2–3 nederlaag tegen Dessel Sport. Hij moest weliswaar na amper 30 minuten naar de kant vanwege een lichte blessure.
1 Warleson ·
2 Diakité ·
3 Utkus ·
4 Gomis ·
5 Perrin ·
6 Agyekum ·
7 Efekele ·
8 Nunes ·
10 Augusto ·
11 Minda ·
13 Brunner ·
14 Mpanzu ·
15 Magnée ·
17 Francis ·
18 Miangue ·
20 Nazinho ·
21 Delanghe ·
22 Bayo ·
23 Jurado ·
27 De Wilde ·
28 Van der Bruggen ·
30 Bruninho ·
34 Somers  ·
66 Ravych ·
76 Lietaert ·
77 Ngoura ·
84 Langenbick ·
89 Room ·
90 Kakou ·
99 Ouattara ·
Coach: Storck